# Liliana Năstase
Liliana Năstase-Alexandru, romunska atletinja, * 1. avgust 1962, Vânju Mare, Romunija.
Nastopila je na poletnih olimpijskih igrah v letih 1992 in  1996, leta 1992 je osvojila četrto mesto v sedmeroboju. Na svetovnih prvenstvih je osvojila srebrno medaljo v isti disciplini leta 1991, na svetovnih dvoranskih prvenstvih naslov prvakinje v peteroboju leta 1993, kot tudi na evropskih dvoranskih prvenstvih leta 1992.